# 덕좌왕
덕좌왕(德佐王, ?~?)은 백제 초기의 왕족으로, 온조왕의 아들로 추정되는 인물이다. 《신찬성씨록》에만 등장하는 인물로, 백제기의 시조이다. 
《신찬성씨록》 좌경제번(左京諸蕃)편에 따르면, 덕좌왕은 일본에 정착한 초기 백제인의 한 사람으로, 도모대왕(都慕大王)의 손자라고 한다. 행적과 활동에 대해서는 알려진 바가 없다.

## 가계
- 조부 : 동명성왕(東明聖王, 58~19 재위:기원전 37~19)
- 조모 : 소서노(召西奴, 66[1]~6) 
  - 백부 : 유리명왕(瑠璃明王, 38~18) 재위:기원전19~ 기원18)
  - 백부(?) : 비류(沸流)
  - 부왕(?) : 온조왕(溫祚王, ? ~28 재위:18~28)
  - 모후(?) : 미상
    - 형(?) : 다루왕(多婁王, ? ~77 재위:28~77)
    - 형수(?) : 미상

## 같이 보기
- 한국의 역사
- 삼국 시대

## 참고 문헌
- 일본서기(日本書紀)
- 신찬성씨록(新撰姓氏錄)
- 歸化人 (上田正昭, 中公新書, 1987)